# ブリー・オルソン
ブリー・オルソン (Bree Olson、1986年10月7日 - )は、アメリカ合衆国の元ポルノ女優。2008年3月のペントハウス・ペットとして知られる。

## 来歴
1986年10月7日、テキサス州ヒューストンに生まれる。出生名Rachel Oberlin。
2歳のとき、ウクライナ移民2世の母とインディアナ州アレン郡フォートウェインに移る。初めのうち母方の祖父母と暮らすが、母の再婚相手がインディアナ州アレン郡Woodburnに家を購入するとそこに移る。トウモロコシの雄花を取り除く仕事では露でびしょぬれになった。母方の祖父母は第二次世界大戦中にドイツからアメリカに移民したウクライナ人である。オルソンにとって最大の英雄は強制収容所から生還した祖母だと述べたことがある。
高校卒業後は医師となるべくインディアナ大学-パデュー大学フォートウェイン校に入学したが、ラジオで『ハワード・スターン・ショー』を聞いたことをきっかけにアダルト業界に常に興味を持っていた。成績が落ち始めたので「ああ、学校は後回しにしよう」（本人談）と思った。大学は中退。大学在学中の2006年11月にアダルト業界入り。このタイミングでデビューしたのは、この直前に4年間交際していたガールフレンドと別れたことも関係ある。交際中はアダルト業界でデビューする踏ん切りがつかなかった。
当初はDigital PlaygroundやElegant Angel、Red Light District Videoなどさまざまな製作会社の作品に出演していた。2007年8月1日、Adam & Eveと独占契約を結び、翌年8月にはさらに1年更新された。
2014年現在、iafdで確認できる範囲で140以上のアダルト作品に出演している。Penthouse誌2008年3月号のペントハウス･ペットとなり、Hustler, Club, Barley Legal, Rockstar, Hot Videoなどの成人雑誌にも登場。
2011年、アダルト業界から離れる。その後はメインストリームの作品で活動。E!のリアリティ･ショーKeeping Up with the Kardashiansでは、小さい役だが仕事初日から解雇される乳母を演じた。また、Opie and Anthony、The Howard Stern Show、Insomniac with Dave Attell、Spike Guys' Choice Awards、James Gunn's PG Porn、フロー・ライダーのミュージック･ビデオ「Zoosk Girl」 などに登場している。

### その他
2011年の一時期、俳優のチャーリー・シーンと同棲していた。
2021年のインタビューで、ポルノ業界で女性が成功すればするほど、残りの人生では苦しむと述べている。実際、本人も性犯罪者を見るような目で見られて苦しんだ。また、教師や看護師、顧客に不快を感じさせる従業員を解雇できる「道徳」条項を持つ会社の社員にはもはやなれないことに気づいたとも言っている。同インタビューによると、最も後悔していることはポルノ業界を引退したこと。少なくともあと5年稼いでいれば残りの人生を快適に暮らせるだけの貯蓄ができたはずと述べている。

## 受賞歴
- 2007 Night Moves Adult Entertainment Award - Best New Starlet, Editor's Choice[16]
- 2008 AVN Award - Best Anal Sex Scene (Video) - Big Wet Asses 10 [3]
- 2007 Adultcon Top 20 Adult Actresses [17]
- 2008 AVN Award - AVN最優秀新人賞 [18]
- 2008 AVN Award - Best Anal Sex Scene (Video) - Big Wet Asses 10 (with Brandon Iron)
- 2008 XRCO Award -  New Starlet
- 2008 XRCO Award - Cream Dream
- 2008 F.A.M.E Awards - Favorite Female Rookie [19]
- 2008 Night Moves Adult Entertainment Award - Best Female Performer, Fans' Choice [20]
- 2008 XBIZ Award - New Starlet [21]
- 2008 CAVR Contract Star (MVP) of Year [22]
- 2009 AVN Award - Best New Web Starlet - BreeOlson.com[23]
- 2009 Dr. Jay's Award Winner - Must-See Girls of 2008[24]
- 2010 AVN Award - Best All-Girl Three-Way Sex Scene - The 8th Day[25]
- 2010 Miss Freeones 1st Place